# صالح بن عبد العزيز آل عثيمين
صالح بن عبد العزيز بن علي بن عبد الرحمن آل عثيمين النجدي القصيمي البُرَدِي ثم المكي الشهير بـ ابن عثيمين (1320- 1410 هـ)، فقيه حنبلي، ومؤرخ، وعضو المجمع الفقهي برابطة العالم الإسلامي.

## سيرته
ولد في بريدة في سنة 1320 هـ وبها نشأ وتعلم في كتاتيبها مبادئ القراءة والكتابة، ثم شرع في الطلب فأخذ عن عبد الله بن محمد بن سليم (ت. 1351هـ)، وعمر بن عبد الله بن سليم (ت. 1362هـ)، وعبد الله بن حسين بن صالح أباخيل (ت. 1337هـ)، وعبد العزيز بن إبراهيم العبادي (ت. 1358هـ).
سافر إلى الكويت وأخذ عن بعض علمائها، ثم سافر إلى الهند وأخذ عن علمائها في الحديث وأجازوه.
له نشاط في الدعوة إلى الله وتوجيه وإرشاد أهل القرى والبوادي، ثم عمل في وزارة الحج للإشراف على شئون المطوفين، وعين في اللجنة الثقافية برابطة العالم الإسلامي، له مقالات في الصحف وأحاديث في الإذاعة قال عنها ابن بسام: «لو جمعت لصارت مجلداً كبيراً، وقد خلف مكتبة كبيرة غالبها في الحديث ورجاله».
وكانت له مشاركات في الفقه، والتفسير، وتحصيل بارز في الحديث والتاريخ، واللغة، والأدب، والشعر، والنحو خاصة. اشتهر ابن عثيمين بين معاصريه بمعرفة أخبار العرب وأشعارها، وفنون الأدب، وأنواعها: ولذا حَلّاه بعض مترجميه بلقب: الأديب الشاعر.
في 21 ذي الحجة سنة 1410 هـ توفي ابن عثيمين عن عمر قارب تسعين عامًا وصُلي عليه بالمسجد الحرام، بعد صلاة العصر، ودُفِن في مقبرة العدل بمكة.

## شيوخه
- عبد الله بن محمد بن سليم، أخذ عنه في بريدة.
- عمر بن محمد بن سليم، أخذ عنه في بريدة.
- عبد الله بن حسين بن صالح أبا الخيل، أخذ عنه في بريدة.
- عبد العزيز بن إبراهيم العبادي، أخذ عنه في بريدة.
- عبد الله بن خلف الدحيان، أخذ عنه في الكويت.
- عبد العزيز بن حمد بن رشيد البداح، أخذ عنه في الكويت.
- يوسف بن عيسى القناعي، أخذ عنه في الكويت.

## مؤلفاته
- تسهيل السابلة لمريد معرفة الحنابلة، قال ابن بسام: «ترجم فيه لكل من اطلع عليه من علماء الحنابلة من الإمام أحمد بن حنبل حتى عصره، فهو كتاب ضخم يقع في خمسة مجلدات كبار جمع بين عدة كتب نقل عنها».[7]
- مقاصد الإسلام، وهي مجموعة مقالات في: التوحيد، والحديث، والفقه، والآداب، والأخلاق.
- القطف الدان.
- ديوان شعر.